# Nerophis lumbriciformis
Nerophis lumbriciformis (Jenyns, 1835), noto in italiano come pesce ago lombrico, è un pesce osseo marino appartenente alla famiglia Syngnathidae.

## Distribuzione e habitat
È endemico dell'Oceano Atlantico nordorientale e del mar del Nord, lungo le coste europee si trova tra il sud della Norvegia e lo stretto di Gibilterra oltre che su tutte le coste delle isole Britanniche (è presente anche lungo le coste nordafricane a sud fino al Sahara Spagnolo). È comunemente ritenuto assente dal mar Mediterraneo ma pare che ne esista una popolazione nel golfo del Leone. È comune lungo le coste atlantiche europee.
Si tratta di una specie strettamente costiera, comune nella zona intertidale, eccezionalmente può spingersi fino a 30 metri di profondità. Vive in zone rocciose ricche di alghe.

## Descrizione
Come i congeneri mediterranei Nerophis ophidion e N. maculatus ha corpo allungatissimo e molto sottile, vermiforme ed è privo delle pinne ventrali, pettorali, anale e caudale, mantenendo solo la pinna dorsale. In questa specie il muso (come tutti i Syngnathidae ha le mascelle unite a tubo e la bocca molto piccola) è breve ed evidentemente rivolto verso l'alto. La livrea è molto variabile e c'è anche un certo dimorfismo sessuale nella colorazione. Il colore di fondo varia dal bruno al rosso al giallastro al verde, da chiarissimo a scurissimo. Negli adulti sono sempre presenti una fila di macchie bianche ben visibili nella parte inferiore della testa, sotto l'occhio. Il maschio ha colori meno vivaci della femmina la quale ha una tonalità di fondo in genere scura, punti biancastri sulla testa, strisce verticali sul corpo dietro la testa e, spesso, una linea sul dorso che percorre tutto il corpo di colore giallastro.
La femmina misura fino a 17 cm, il maschio fino a 15.

## Biologia
Si tratta di un pesce molto timido che passa la maggior parte della vita nascosto. Striscia anziché nuotare. È in grado di ancorarsi al fondo con la coda come i cavallucci marini.

### Riproduzione
Avviene in estate. La maturità sessuale è raggiunta a 2 anni. Come in tutti i Syngnathidae i ruoli dei due sessi sono invertiti rispetto alla maggioranza dei pesci: le cure parentali sono effettuate dai maschi che trasportano uova e larve in una borsa ventrale.

### Alimentazione
Si nutre di piccolissimi crostacei e avannotti.